# Antoinette Meyer
Antoinette Josefa Clara Meyer (* 19. Juni 1920 in Hospental; † 19. Juli 2010 in Thun; verheiratete Molitor-Meyer) war eine Schweizer Skirennfahrerin. Ihr grösster Erfolg war der Gewinn einer Silbermedaille bei den Olympischen Winterspielen 1948. Sie war die Ehefrau von Karl Molitor.

## Biografie
Meyer wuchs zusammen mit zwei Geschwistern in Hospental im Kanton Uri auf, wo ihre Eltern das Hotel «Meyerhof» führten. Nach drei Jahren Primarschule in Hospental besuchte sie das Mädcheninternat in Ingenbohl bei Schwyz. Um ihre Französischkenntnisse zu perfektionieren, folgten drei Jahre im Mädcheninternat in Châtel-Saint-Denis. Schliesslich ging sie zwei Jahre in ein Institut in Varese, um Italienisch zu lernen. Meyer sprach ausserdem Englisch und arbeitete im Sommer jeweils im elterlichen Hotel. Dieses war im Winter geschlossen, so dass ihr viel Zeit für das Slalomtraining blieb.
Der Schweizerische Skiverband bot Meyer 1942 aufgrund ihrer guten Leistungen zu einem Trainingskurs in Davos auf, wo sie ihren späteren Ehemann, den Skirennfahrer Karl Molitor, kennenlernte. Meyer wurde in die Nationalmannschaft aufgenommen und gewann von 1943 bis 1945 insgesamt vier Schweizer Meistertitel in Abfahrt, Slalom und Kombination. 1944 beteiligte sie sich an einem schwedisch-schweizerischen Skitreffen in Östersund. 1947 reiste sie mit einer Delegation in die USA, um zahlreiche Rennen zu bestreiten und daneben auch Werbung für das Tourismusland Schweiz zu machen. Bei den Olympischen Winterspielen 1948, die in St. Moritz stattfanden, gewann Meyer im Slalom die Silbermedaille, mit einer halben Sekunde Rückstand auf die Amerikanerin Gretchen Fraser. Die alpinen Skirennen wurden auch als Weltmeisterschaft gewertet, weshalb sie zusätzlich eine WM-Silbermedaille erhielt.
Mit diesem Erfolg beendete Meyer ihre Skisportkarriere. Am 24. November 1948 heiratete sie Karl Molitor und zog daraufhin nach Wengen um, wo sie die nächsten sechs Jahrzehnte lebte. 1950 kam ein Sohn zur Welt. Zusammen mit ihren Schwiegereltern und ihrem Ehemann führte Meyer ein Sportgeschäft, zu dem auch eine Filiale in Interlaken gehörte. Zu ihrem Aufgabenbereich gehörte insbesondere der Einkauf der Skimodeartikel. 1987 übergab das Ehepaar das Sportgeschäft an den Sohn und die Schwiegertochter. Meyer spielte in ihrer Freizeit Golf und fuhr bis 2007 auch Ski. Sie starb im Alter von 90 Jahren in einem Pflegeheim in Thun.

## Erfolge
- Olympische Winterspiele 1948: 2. Slalom, 11. Abfahrt
- Vier Schweizer Meistertitel (Abfahrt 1943, Slalom 1944 und 1945, Kombination 1945)